# 갈계정
갈계정(葛溪亭)은 경상북도 안동시 임하면 임하리에 있다. 2010년 3월 12일 안동시의 문화유산 제37호로 지정되었다.